# Déjà vu
Déjà vu (wym. [deʒa ˈvy], fr. już widziane) – odczucie, że przeżywana sytuacja wydarzyła się już kiedyś, w nieokreślonej przeszłości, połączone z pewnością, że to niemożliwe. Przeciwieństwem déjà vu jest jamais vu (fr. nigdy nie widziane). Anomalia funkcjonowania mózgu, przedstawiającego sytuację aktualnie widzianą, jako wspomnienie.

## Szczegółowa definicja pojęciadéjà vu
Déjà vu jest zjawiskiem mającym następujące cechy:
- występuje nagle,
- trwa jedynie kilka sekund,
- osoba doświadczająca jest krytyczna wobec swojego odczucia (tzn. wie, że to, czego doświadcza, jest w praktyce niemożliwe),
- osoba doświadczająca nie jest w stanie podać, kiedy miało miejsce to „wcześniejsze” wydarzenie (które jakoby teraz się powtarza),
- wrażenie dotyczy nie tylko widoku pewnego pojedynczego przedmiotu, budynku czy człowieka, ale całej sytuacji; osoba ma wrażenie, że powtarza się pewna chwila z jej życia,
- czasami pojawia się przekonanie o możliwości przewidzenia, co się za chwilę wydarzy (prekognicja),
- występuje zjawisko dysonansu poznawczego.

Wskazano na kilka odmian zjawiska déjà vu, którym próbowano nadać odrębne nazwy:
| - déjà entendu – już usłyszane - déjà éprouvé – już doświadczane (zgodnie z propozycją H. Berndta – Larssona oraz A. Albesa określenie to miało być stosowane dla zjawiska déjà vu w przypadkach niepatologicznych) - déjà fait – już zrobione - déjà pensé – już pomyślane - déjà raconté – już opowiadane - déjà senti – już odczuwane - déjà su – już poznane (w sensie intelektualnym) - déjà connu – już poznane (poznanie osoby) | - déjà dit – już mówione (treść mówienia) - déjà goûté – już smakowane - déjà lu – już czytane - déjà parlé – już mówione (akt mówienia) - déjà rêvé – już śnione - déjà visité – odwiedzane - déjà trouvé – już znalezione - déjà vécu – już przeżyte - déjà voulu – już pragnione, pożądane - déjà arrivé – już wydarzone - déjà contado – już liczone (w sensie np. zadania matematycznego) |

## Częstość występowania
Déjà vu występuje z równą częstotliwością w różnych populacjach. W różnych badaniach uzyskano jednak wyniki niejednoznaczne. W zdecydowanej większości przypadków jest zjawiskiem występującym u zdrowych osób.

## Historia terminudéjà vu
Za pierwsze pojawienie się określenia „déjà vécu” uznaje się użycie terminu w 1873 r. przez Paula Verlaina w wierszu Kalejdoskop. W 1876 roku Emile Boirac w artykule Correspondance na łamach czasopisma Revue Philosophique użył omawianego określenia ściśle w odniesieniu do zjawiska. Termin ten do języka naukowego wprowadził w 1896 r. M. Arnaud, proponując na spotkaniu Towarzystwa Medyczno-Psychologicznego (Paryż, 24 lutego 1896) użycie terminu déjà vu na określenie omawianego fenomenu. Słowo to przyjęło się na tyle dobrze, że w języku angielskim, a także polskim nie ma odpowiedników.
Déjà vu odczuwano w starożytności. Wiązano wówczas ten fenomen z metempsychozą. Pogląd ten wyznawali pitagorejczycy oraz orficy. Pitagorasa krytykuje Augustyn Aureliusz, twierdząc, że przyczyniają się do tego zjawiska złe i kłamliwe duchy. Św. Augustyn krytykuje poglądy Platona, jakie wypowiadane są ustami Sokratesa w dialogach Menon (81d–84), Fedon (72e), Fajdros (249c–250). Pogląd, że déjà vu przywołuje wspomnienia z poprzednich wcieleń, choć nienaukowy, przetrwał do naszych czasów. Odwoływał się do niego w 1828 r. sir Walter Scott, mówiąc o odczuciu preegzystencji (the sense of pre-existence).
W XIX wieku mitologiczne próby wytłumaczenia zostały zastąpione przez podejście naukowe. W roku 1844 Artur Landbroke Wigan, pomimo tego, że jego wyjaśnienie déjà vu było poparte wiedzą anatomiczną, określał to doświadczenie jako poczucie preegzystencji (the sentiment of pre-existence). Wprowadził on ideę podwójnego mózgu, która pojawia się w różnych odmianach u innych autorów zajmujących się déjà vu. Twierdził on, że w czasie, gdy jeden mózg funkcjonuje, drugi znajduje się w stanie uśpienia. Pomimo tego odbiera informacje. Zjawisko déjà vu pojawia się, gdy mózg powraca ze stanu uśpienia do stanu normalnego działania i porównuje aktualną percepcję z tą nabytą podczas uśpienia.
Lata 80. i 90. XIX wieku były okresem rozwijania się koncepcji zaburzeń oraz modeli funkcjonowania pamięci. W tym czasie także zwrócono uwagę na pojęcie paramnezji lub urojeń pamięci. Na temat déjà vu wypowiadali się tacy badacze jak James Sully i Emil Kraepelin. Rozpoczęto systematyczne badania tego zjawiska na gruncie neurologii, psychiatrii i psychologii. W 1876 r. na łamach czasopisma Revue Philosophique odbyła się debata dotycząca zjawiska paramnezji. Głos w niej zabrali kolejno: André Lalande, Ludwic Dugas, Jacques Le Lorrain, Paul Lapie.

## Déjà vu w neurologii i neuropsychologii
Badacze są zgodni, że déjà vu występuje często wraz z zaburzeniami neurologicznymi. Bardzo wcześnie zauważono występowanie déjà vu krótko przed rozpoczęciem się ataku padaczki. Wówczas zjawisko to wchodzi w skład aury poprzedzającej napad padaczkowy. Déjà vu, w powiązaniu z innymi zjawiskami psychicznymi towarzyszy stanom napadowym w przebiegu małego napadu padaczkowego (petit mal), a także w skład objawów napadów psychosensorycznych padaczki skroniowej.
Wiele badań wskazuje na związek déjà vu z płatem skroniowym. W 1963 r. Malwin Cole i Oliver Zangwill znaleźli istotną korelację między występowaniem zjawiska déjà vu a występowaniem ogniska padaczkowego w półkuli podległej. W 1959 roku Sean Mullan i Wilder Penfield w trakcie operacji dokonywali stymulacji tylnej części zakrętu skroniowego górnego prądem elektrycznym i kilku pacjentów przyznało, że miało déjà vu.
Robert Efron w 1963 roku prowadził badania nad zdolnością określania następstwa czasowego zdarzeń. Ustalił, że kluczowym obszarem mózgu dla rozróżniania następstwa wydarzeń jest płat skroniowy półkuli dominującej. Uważa on, że w sytuacji uszkodzeń pewnych okolic mózgu informacje odbierane przez jedną półkulę dostarczane są do drugiej z opóźnieniem, jednakże na tyle małym, że poprzednia percepcja nie została włączona do pamięci i osoba nie jest w stanie odnieść się do niej, aby stwierdzić, kiedy było wydarzenie odbierane przez nią po raz drugi.

## Déjà vu w psychiatrii i psychologii
W psychiatrii zjawisko déjà vu zalicza się do szerszej grupy złudzeń pamięciowych utożsamiających, te zaś wchodzą w skład jeszcze szerszej grupy paramnezji.
Psychologia poznawcza twierdzi, że déjà vu jest skutkiem wystąpienia procesu rozpoznania bez przypomnienia. Freud twierdził, że déjà vu pojawia się, gdy aktualna sytuacja budzi pewną nieświadomą fantazję; doświadczana aktualnie sytuacja budzi pewne wcześniejsze nieświadome życzenie, które jednakże nie jest rozpoznawane, gdyż nigdy przedtem nie stało się świadome. Uczucie znajomości przenosi się natomiast na otoczenie.
Podobne wytłumaczenie przynosi psychologia postaci, wskazując na związki déjà vu z derealizacją i depersonalizacją. Derealizacja pojawia się wówczas, gdy pewna figura związana z aktualnym doświadczeniem zostaje pozbawiona ważnej części w postaci afektu. Percepcja ta staje się wówczas obca i dziwna. Déjà vu natomiast wiąże się z przyłączeniem do aktualnej percepcji afektu związanego z innym wydarzeniem.
Postuluje się utworzenie kontinuum zjawisk nieprawidłowego rozpoznania, w którym na jednym końcu będzie znajdowało się déjà vu jako forma najlżejsza i paramnezja powielająca jako najcięższa.
| déjà vu lekkie | déjà vu ciężkie | paramnezja powielająca reduplicative paramnesia |

Wskazuje się na pewne podobieństwa déjà vu do takich objawów chorobowych jak chronofrenia, syndrom Capgrasów.
W dotychczasowych badaniach nie znaleziono istotnych związków pomiędzy występowaniem déjà vu w swojej klasycznej formie a chorobami psychicznymi. Wskazuje się jednak, że jako objaw chorobowy może być traktowany w sytuacji, gdy osoba traci krytyczny stosunek do swojego doświadczenia lub gdy jest zjawiskiem uporczywym. Wówczas wchodzi w skład urojeniowych błędnych utożsamień (delusional misidentification) i może wskazywać na wystąpienie psychozy.

## Inne definicjedéjà vu
W parapsychologii zjawisko déjà vu jest uważane za kontakt ducha człowieka z istotą ponadmaterialną posiadającą wszechwiedzę wszechistnienia. Istnieje też hipoteza, jakoby déjà vu było przypomnieniem sobie wcześniejszego snu, który okazał się fragmentem przyszłego wydarzenia. Istotną rolę odgrywa tu kwantowa teoria równoległych światów i snów jako wydarzeń tam zachodzących dla innych wcieleń człowieka.

## Déjà vu w literaturze
- Verlaine P., Wybór poezji, tłum. Ostrowska Bronisława, Wydawnictwo Ossolińskich, Kraków 1980, s. 128
- Dickens Karol, David Copperfield, Czytelnik, Warszawa 1974, s. 135
- Dickens Karol, David Copperfield, Czytelnik, Warszawa 1974, t. 1, s. 413
- Tołstoj Lew, Wojna i pokój, T. 2, Państwowy Instytut Wydawniczy, Warszawa 1984, s. 261
- Tołstoj Lew, Dzieciństwo, lata chłopięce, młodość, t. 2, Czytelnik, Warszawa 1952, s. 88
- Heller Joseph, Paragraf 22, Albatros Wydawnictwo A. Kuryłowicz, Warszawa 2001, s. 215
- Scott Walter, Guy Mannering, Nasza Księgarnia, Warszawa 1975, s. 322
- Św. Augustyn, O trójcy świętej, Wydawnictwo Znak, Kraków 1996, s. 377